# Paul Delvaux

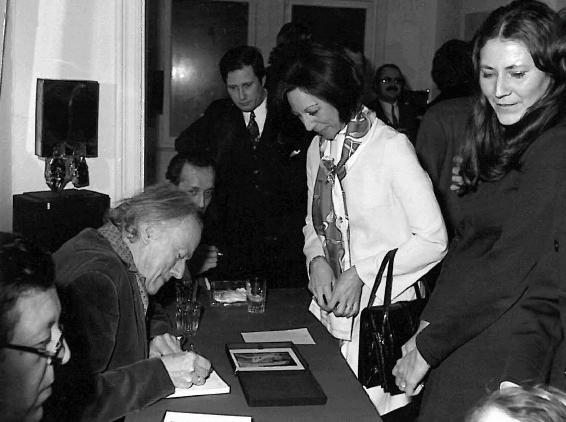
Paul Delvaux signerar böcker, 1972

Paul Delvaux, född 23 september 1897 i Antheit, Liège, död 20 juli 1994 i Veume, var en belgisk målare inom surrealismen.

## Biografi
Under 1930-talet kom Delvaux under den italienske målaren de Chiricos och surrealisternas inflytande, men han anslöt sig aldrig helt och hållet till deras stilprogram. Trots detta är han, tillsammans med René Magritte, den belgiska surrealismens främsta namn.
I kyligt klassiska arkitekturlandskap rör sig, i hans målningar, nakna kvinnor sömngångaraktigt, ibland i sällskap med skelett. I målningar som Händer (1941) och Den sovande Venus (1944) placerar Delvaux nakna kvinnor, sida vid sida med påklädda gestalter, i absurda miljöer, vilket påminner om de Chiricos metafysiska måleri.

## Utmärkelser
Asteroiden 10934 Pauldelvaux är uppkallad efter honom.